# Xã Madison, Quận Grant, Nam Dakota
Xã Madison (tiếng Anh: Madison Township) là một xã thuộc quận Grant, tiểu bang Nam Dakota, Hoa Kỳ. Năm 2010, dân số của xã này là 123 người.